# George Lamptey
Pour les articles homonymes, voir Lamptey.
George Lamptey, né en 1929 et (mort le 13 février 2011) est un arbitre ghanéen de football des années 1960 et 1970, qui fut arbitre FIFA à partir de 1963. Il dirigea la Fédération ghanéenne de football pendant un mandat, entre 1975 et 1977.
Son fils Joseph Lamptey est aussi arbitre de football.

## Carrière
Il a arbitré dans des compétitions majeures :
- JO 1968 (1 match)
- CAN 1972 (match pour la 3e place)
- Tours préliminaires à la Coupe du monde de football 1974 (3 matchs pour la zone Afrique)